# Макаров Юрій Володимирович
Ю́рій Володи́мирович Мака́ров  (нар. 24 квітня 1955, Софія, Болгарія) — український журналіст, телеведучий, документаліст, письменник російського походження. До 2009 року був шеф-редактором, відтоді оглядачем часопису «Український тиждень», з 2017 по 2019 рік був членом правління НСТУ, від 2019 р. виконавчий продюсер Суспільного телебачення НСТУ. Голова Комітету з Національної премії України імені Тараса Шевченка (з грудня 2019 по березень 2023 року).

## Біографія

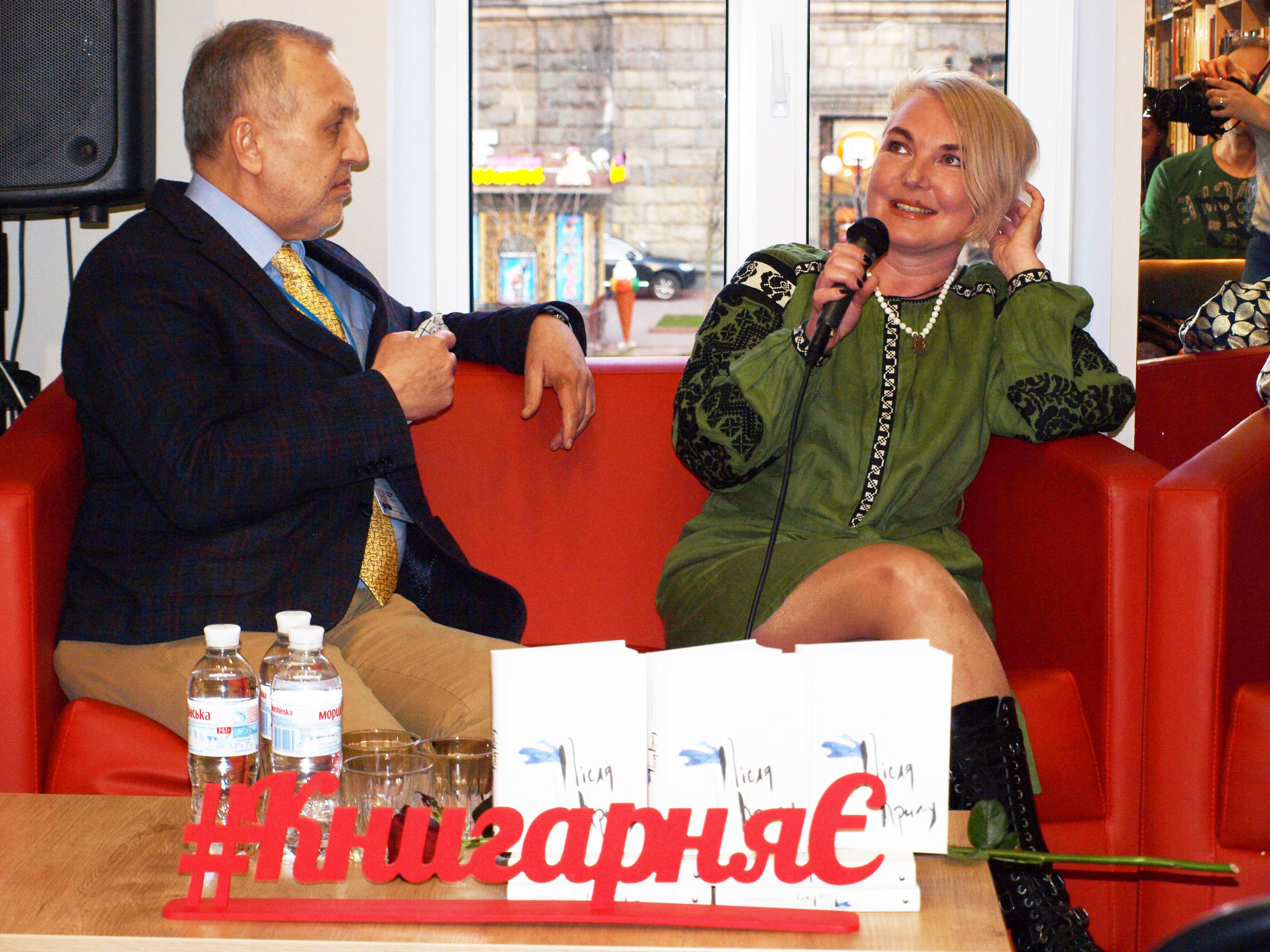
Макаров та Світлана Поваляєва в «Книгарні Є» на Хрещатику

Народився в Софії у Болгарії в родині емігрантів. Батько — хімік, політв'язень з 1973 по 1978 рік, згодом переїхав до Франції. Мати — камерна співачка, солістка Укрконцерту та Київської філармонії. Дід за батьком був капітаном лейб-гвардії Семенівського полку в Санкт-Петербурзі. Дід за матір'ю, з яким родина повернулася на батьківщину 1958 р., служив священником у сільських парафіях Болгарії, настоятелем церкви Святителя Миколи Чудотворця у Софії, після репатріації — настоятелем Петропавлівського собору в Луганську, старостою Володимирського кафедрального собору в Києві.
Закінчив Київський університет ім. Шевченка, факультет романо-германської філології (1972—77), де навчався в Костянтина Тищенка. З 1977 по 1980 рік лаборант кафедри мов, викладач французької мови в Київській консерваторії ім. П. Чайковського. З 1980 по 1987 рік кореспондент, оглядач промислово-економічної редакції, Радіо-телеграфне агентство України (РАТАУ). З 1987 по 1993 рік був редактором, режисером, студія «Київнаукфільм», студія «Четвер». З 1994 по 1995 рік був заступником головного редактора, газета «Контракт».
З 1995 на ТРК «Студія 1+1»: ведучий програм «Імперія кіно», «Телеманія», «Сніданок з 1+1», «Спецпроект Юрія Макарова», «Документ», з 1998 року головний редактор телекомпанії. З 2008 по 2010 рік на Першому національному телеканалі автор-ведучий програми «Культурний фронт». З 2011 по 2013 рік працював на телеканалі «ТВі», ведучим програм «Цивілізація» та «Цивілізація 2.0». З 2015 року співведучий ток-шоу «Війна і мир» (разом з Євгеном Степаненком) на телеканалі «UA:Перший», з 2016 по 2017 рік був директором ТО документальних фільмів НТКУ, з 2017 по 2019 рік — член правління НСТУ, далі — виконавчий продюсер НСТУ.
Восени 2007 року очолив журнал «Український тиждень», залишив посаду шеф-редактора у вересні 2009 року, відтоді постійний колумніст видання.
Член Комітету з Національної премії України ім. Шевченка (з грудня 2016), голова Комітету (з грудня 2019 до березня 2023). Був членом журі кінофестивалю «Молодість» 2002, 2008 р.р.[джерело?] Член Українського ПЕН.[джерело?]
16 квітня 2025 року невідомий напав на Макарова у Києві, завдавши йому ножового поранення. Його в тяжкому стані було госпіталізовано. Було відкрито кримінальне провадження. Згодом Національна поліція заявила, що журналіст «самостійно завдав собі ушкоджень». Макаров цю версію публічно не заперечує й не підтверджує.

## Особисте життя
Був одружений чотири рази. Дочка Марія 1997 р. нар.[джерело?]
Володіє російською, французькою, англійською, болгарською та українською мовами.[джерело?]

## Нагороди
Лавреат премії Телевізійної академії України «Золота Ера» в номінації «Найкраща культурно-історична програма», багаторазовий номінант та двічі лавреат національної премії «Телетріумф» (2006, 2007), лавреат II премії PROMAX/BDA (разом з О. Захаровою та О. Роднянським) за найкраще промо телеканалу (Сан-Франціско, 1999). Фіналіст премії «Книга року BBC» за 2013 р. з романом «За чверть десята». Заслужений журналіст України

### Українською
- «Культурний шар». Переклад з російської: Леся Ганжа. Київ: Факт, 2003. 240 с. ISBN 966-8408-00-4
- «Геній місця». Київ: Факт 2010. 250 стор. ISBN 978-966-359-345-6 (назва другого видання — «Genius Loci». Київ: Нора-друк, 2014. 224 стор. ISBN 978-966-8659-3).
- «За чверть десята». Київ: Нора-друк, 2013. 237 стор. ISBN 978-617-688-015-8 (Серія «Читацький клуб»)

### Збірки есеїстики
- «Ти не один!: з новітньої історії укр. телебачення» [разом з Ольгою Герасим'юк та Станіславом Чернілевським]. Харків: Фоліо, 2004. 302 с. ISBN 966-03-2755-2
- «R2U». Київ: Нора-друк, 2014. 253 стор. ISBN 978-966-8659-40-9
- «Та невже?» Київ: Дух і літера, 2024. 312 стор. ISBN 978-617-8262-58-7

### Російською
- Путешествия дилетанта. Харків: Фоліо, 2005
- Секс и город Киев. Мужской взгляд[15]. Харків: Фоліо, 2005

## Фільмографія
- 1991 — «Дрібниці» (автор і режисер)
- 1992 — «Сходи до неба» (автор і режисер)
- 1993 — «Споконвіку було слово» (автор і режисер)
- 1999 — «Троцький. Невідомий революціонер» (автор)
- 1999 — «Чорнобиль, післямова» (автор)
- 2000 — «Таємниця Японії» — (автор)
- 2000 — «Ізраїль: дні без війни» (автор)
- 2001 — «Мій Шевченко», 4 с. (автор разом з Оленою Чекан)
- 2005 — «Мазепа: кохання, велич, зрада» (автор і режисер)
- 2016 — «Борхес», 7 с. (виконавчий продюсер)
- 2016 — «Єжі Ґєдройць: магічна сила слова» (виконавчий продюсер)
- 2016 — «Іван Драч. У пошуках Маройки» (виконавчий продюсер)
- 2016 — «Перехід» (виконавчий продюсер)
- 2018 — «Лайфхак українською», 36 с. (автор ідеї, виконавчий продюсер)
- 2020 — «На східному фронті», 10 с. (автор разом з Євгеном Степаненком)
- 2024 — «Будапешт. Бомба під Незалежність», 2 с.; (автор, реж. Роман Синчук, Олеся Моргунець-Ісаєнко)[16]

## Громадська позиція
У червні 2018 записав відеозвернення на підтримку ув'язненого у Росії українського режисера Олега Сенцова. Відстоює пріоритет української мови в публічному просторі.